# Всеобщие выборы в Доминиканской Республике (2016)
Всеобщие выборы в Доминиканской Республике проходили 15 мая 2016 года. На них избирались президент, вице-президент, депутаты Конгресса и 20 доминиканских представителей в Центральноамериканском парламенте, а также муниципальные советы, мэры и вице-мэры. Президент Центральной избирательной комиссии Роберто Розарио заявил 15 мая 2015 года, что на выборах 2016 года будут избираться около 4300 представителей разного уровня, что сделает их самыми сложными выборами в истории страны.

## Предвыборная ситуация
Предыдущие парламентские выборы в Доминиканской Республике проходили в 2010 году. Следующие очередные выборы в Парламент должны были пройти в 2014 году, когда заканчивался 4-летний срок работы парламента. Однако, для того, чтобы синхронизировать парламентские и местные выборы с президентскими, было решено продлить полномочия парламента и местных советов на два года и, таким образом, провести все выборы одновременно в 2016 году.
19 апреля 2015 года политический комитет Доминиканской партии освобождения в одностороннем порядке решил изменить Конституцию с тем, чтобы позволить президенту Данило Медине переизбираться в связи с его высоким уровнем поддержки. Это вызвало напряжение среди членов партии, особенно среди сторонников Леонеля Фернандеса, который рассматривался как возможный кандидат от партии. Кроме этого, в Сенате и Палате депутатов создалась тупиковая ситуация, когда сенаторы и депутаты, поддерживавшие Фернандеса, отказывались голосовать за изменение Конституции. Лишь через несколько недель дебатов 28 мая 2015 года было достигнуто согласие по голосованию о поправке. Поправка была принята 2 июня 2015 года.

## Избирательная система
Президент Доминиканской Республики избирается абсолютным большинством голосов в два тура. Второй тур проводится, если ни один из кандидатов не набрал в первом туре 50 % голосов плюс 1 голос. Президент ограничен 2 последовательными сроками по 4 года.
Депутаты Палаты представителей избираются несколькими способами. Из 190 депутатов 178 избираются в 32 многомандатных округах, соответствующих 31 провинции страны и столичному региону, при этом количество мандатов зависит от населения округа. Кроме этого, 7 мест заполняются по особому округу для экспатриантов, а 5 мест предоставляются меньшинствам. Места рассчитываются по закрытым партийным спискам согласно пропорциональной избирательной системе методом Д’Ондта. 32 сенатора избираются в одномандатных избирательных округах относительным большинством.
Голосование является обязательным.

## Результаты

### Президентские выборы
| Кандидат                           | Партия                                         | Голоса    | %     |
| ---------------------------------- | ---------------------------------------------- | --------- | ----- |
| Данило Медина                      | Доминиканская партия освобождения              | 2 847 438 | 61,74 |
| Луис Абинадер                      | Современная революционная партия               | 1 613 222 | 34,98 |
| Гильермо Гарсиа                    | Сельский альянс                                | 84 399    | 1,83  |
| Элиас Чавес                        | Кискеянская христианско-демократическая партия | 20 423    | 0,44  |
| Пелегрин Семан                     | Национальная прогрессивная сила                | 16 283    | 0,35  |
| Мину Мирабаль                      | Альянс за демократию                           | 16 256    | 0,35  |
| Атуэй Хименез                      | Революционная социал-демократическая партия    | 8264      | 0,18  |
| Сорайа Акино                       | Партия национального единства                  | 5678      | 0,12  |
| Недействительных/пустых бюллетеней | Недействительных/пустых бюллетеней             | 96 783    | -     |
| Всего                              | Всего                                          | 4 708 746 | 100   |
| Проголосовавших избирателей/Явка   | Проголосовавших избирателей/Явка               | 6 765 245 | 69,60 |
| Источник: JCE                      |                                                |           |       |

### Выборы в Сенат
| Партия                                             | Голоса    | %     | Мест | +/-   |
| -------------------------------------------------- | --------- | ----- | ---- | ----- |
| Доминиканская партия освобождения                  | 1 794 325 | 41,79 | 26   | -2    |
| Современная революционная партия                   | 877 101   | 20,43 | 2    | новая |
| Социал-христианская реформистская партия           | 393 125   | 9,16  | 1    | -3    |
| Доминиканская революционная партия                 | 336 201   | 7,83  | 1    | +1    |
| Партия национального единства                      | 135 866   | 3,16  | 0    | 0     |
| Альтернативное демократическое движение            | 91 222    | 2,12  | 0    | 0     |
| Институализированный социал-демократический блок   | 90 516    | 2,11  | 1    | +1    |
| Сельский альянс                                    | 63 073    | 1,47  | 0    | новая |
| Кискеянская христианско-демократическая партия     | 57 786    | 1,35  | 0    | 0     |
| Доминиканская гуманистическая партия               | 55 531    | 1,29  | 0    | 0     |
| Партия гражданского обновления                     | 48 686    | 1,13  | 0    | 0     |
| Широкий фронт                                      | 45 310    | 1,06  | 0    | 0     |
| Доминиканцы за перемены                            | 38 030    | 0,89  | 0    | 0     |
| Национальная прогрессивная сила                    | 37 197    | 0,87  | 0    | 0     |
| Либерально-реформистская партия                    | 30 503    | 0,71  | 1    | +1    |
| Зелёная социалистическая партия                    | 24 823    | 0,58  | 0    | 0     |
| Христианско-демократический союз                   | 23 765    | 0,55  | 0    | 0     |
| Доминиканская рабочая партия                       | 21 457    | 0,50  | 0    | 0     |
| Институализированная социал-демократическая партия | 20 845    | 0,49  | 0    | 0     |
| Революционная социал-демократическая партия        | 20 323    | 0,47  | 0    | 0     |
| Христианская народная партия                       | 19 374    | 0,45  | 0    | 0     |
| Альянс за демократию                               | 18 277    | 0,43  | 0    | 0     |
| Либеральная партия действия                        | 16 562    | 0,39  | 0    | 0     |
| Народная демократическая партия                    | 11 988    | 0,28  | 0    | 0     |
| Национальная партия гражданской воли               | 10 507    | 0,24  | 0    | 0     |
| Независимая революционная партия                   | 10 262    | 0,24  | 0    | 0     |
| Нынешнее молодёжное движение                       | 571       | 0,01  | 0    | 0     |
| Недействительных/пустых бюллетеней                 | 194 516   | -     | -    | -     |
| Всего                                              | 4 487 745 | 100   | 32   | -     |
| Проголосовавших избирателей/Явка                   | 6 380 722 | 70,33 | -    | -     |
| Источник: JCE                                      |           |       |      |       |

### Выборы в Палату депутатов
| Партия                                             | Голоса    | %     | Мест | +/-   |
| -------------------------------------------------- | --------- | ----- | ---- | ----- |
| Доминиканская партия освобождения                  | 1 794 325 | 41,79 | 106  | +10   |
| Современная революционная партия                   | 877 101   | 20,43 | 42   | новая |
| Социал-христианская реформистская партия           | 393 125   | 9,16  | 18   | +7    |
| Доминиканская революционная партия                 | 336 201   | 7,83  | 16   | -61   |
| Партия национального единства                      | 135 866   | 3,16  | 0    | 0     |
| Альтернативное демократическое движение            | 91 222    | 2,12  | 1    | 0     |
| Институализированный социал-демократический блок   | 90 516    | 2,11  | 0    | -1    |
| Сельский альянс                                    | 63 073    | 1,47  | 1    | новая |
| Кискеянская христианско-демократическая партия     | 57 786    | 1,35  | 1    | +1    |
| Доминиканская гуманистическая партия               | 55 531    | 1,29  | 0    | 0     |
| Партия гражданского обновления                     | 48 686    | 1,13  | 0    | 0     |
| Широкий фронт                                      | 45 310    | 1,06  | 1    | 0     |
| Доминиканцы за перемены                            | 38 030    | 0,89  | 0    | 0     |
| Национальная прогрессивная сила                    | 37 197    | 0,87  | 0    | -1    |
| Либерально-реформистская партия                    | 30 503    | 0,71  | 3    | +3    |
| Зелёная социалистическая партия                    | 24 823    | 0,58  | 0    | 0     |
| Христианско-демократический союз                   | 23 765    | 0,55  | 0    | 0     |
| Доминиканская рабочая партия                       | 21 457    | 0,50  | 0    | 0     |
| Институализированная социал-демократическая партия | 20 845    | 0,49  | 0    | 0     |
| Революционная социал-демократическая партия        | 20 323    | 0,47  | 0    | 0     |
| Христианская народная партия                       | 19 374    | 0,45  | 1    | 0     |
| Альянс за демократию                               | 18 277    | 0,43  | 0    | -1    |
| Либеральная партия действия                        | 16 562    | 0,39  | 0    | 0     |
| Народная демократическая партия                    | 11 988    | 0,28  | 0    | 0     |
| Национальная партия гражданской воли               | 10 507    | 0,24  | 0    | 0     |
| Независимая революционная партия                   | 10 262    | 0,24  | 0    | 0     |
| Нынешнее молодёжное движение                       | 571       | 0,01  | 0    | 0     |
| Недействительных/пустых бюллетеней                 | 194 516   | -     | -    | -     |
| Всего                                              | 4 487 745 | 100   | 190  | -     |
| Проголосовавших избирателей/Явка                   | 6 380 722 | 70,33 | -    | -     |
| Источник: JCE                                      |           |       |      |       |